# Мостефа, Мехди
Мехди́ Мостефа́ Сбаа́ (араб. مهدي مصطفى سبع‎; 30 августа 1983, Дижон, Франция) — алжирский футболист, полузащитник французского клуба «Безье». Выступал за сборную Алжира.

## Карьера

### Клубная
Начинал играть в футбол в молодёжных командах Дижона, откуда перешёл в академию «Монако».
С 2001 по 2003 год Мехди Мостефа выступал в Любительском чемпионате Франции за вторую команду футбольного клуба «Монако». В сезоне 2003/04 полузащитник находился в расположении немецкого клуба «Ганновер 96», где также был игроком второй команды, выступавшей в одном из низших дивизионов чемпионата Германии.
Летом 2004 года Мостефа вернулся во Францию и год выступал за «Валанс» в лиге Насьональ. С 2005 по 2006 год футболист вновь играл в Любительском чемпионате Франции, защищая цвета «Монлюсона». Перед началом сезона 2006/07 полузащитник вернулся в третий дивизион, став игроком «Сета».
В 2007 году Мехди Мостефа перешёл в «Ним Олимпик». В сезоне 2007/08 «Ним» занял третье место в лиге Насьональ и вышел в Лигу 2 и в матче против «Бреста» 1 августа 2008 года Мостефа дебютировал во втором французском дивизионе
.
Уже в следующем своём матче полузащитник забил гол в ворота «Седана»
.
За «Ним» полузащитник выступал до окончания сезона 2010/11, по итогам которого команда выбыла из Лиги 2, заняв 19-е место.
Летом 2011 года Мехди Мостефа стал игроком вернувшегося в Лигу 1 «Аяччо». 6 августа 2011 года футболист впервые сыграл в матче высшего футбольного дивизиона Франции. Гол, забитый 21 сентября 2011 года с передачи Кристиана Кинкелы в ворота Жоффре Журдрена из «Монпелье», стал для Мостефы первым в Лиге 1.

### В сборной
Мехди Мостефа впервые вызван в сборную Алжира в 2010 году тренером Абдельхаком Беншиха. Дебютировал в сборной 17 ноября 2010 года в товарищеском матче с Люксембургом, заменив во втором тайме встречи Хосина Метрефа
.
В 2013 году полузащитник попал в заявку команды на Кубок африканских наций. На турнире футболист принял участие во всех трёх матчах своей сборной.
В июне 2014 года включён тренером Вахидом Халилходжичем в состав сборной для участия в финальном турнире чемпионата мира 2014. На турнире принял участие в двух матчах — игре группового турнира против Бельгии и матче 1/8 финала с Германией.